# Mohammed Abdo

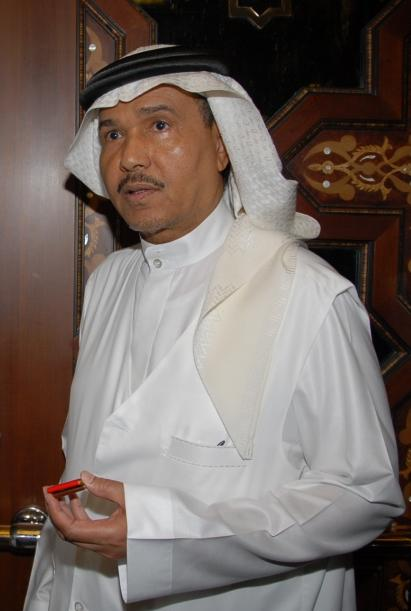
Mohammed Abdo

Muhammed Abdou Othman Al A'aseere (arabiska: (محمد عبده عثمان العسيري), född 1949 i staden Al-Darb i provinsen Jizan i Saudiarabien, är en arabisk musiker. Hans namn kan också stavas som Mohammed Abdu, Mohammed abdo, Muhammed abdo eller Mohammed Abdu.

## Barndom
Muhammed Abdou blev föräldralös tidigt, då hans far (som var hans enda förmyndare) dog när Muhammed var endast tre år. Han tillbringade större delen av sin barndom i ett barnhem, men lyckades ändå examinera inom "sjöfartsindustri" inom den saudiarabiska motsvarigheten till gymnasium i staden Jidda år 1963, alltså vid 15 års ålder. Dock så arbetade han därefter på ett postkontor.
Muhammed blev redan uppmärksammad för sin sångröst år 1960, alltså vid 12 års ålder, när han sjöng i radioprogrammet Baba Abbas (arabiska: بابا عباس).

## Utvalda låtar
- Jag lämnade mina ögon till en annan för många år sedan... Från en dikt av Muhammed Mohsen (arabiska:خاصمت عيني من سنين لطاهر)
- Ingen översättning (arabiska: يابو شعر ثاير) år 1965
- Ingen översättning (arabiska: سكة التايهين) år 1966
- Vår Gud (arabiska: لنا الله) år 1967
- Ingen översättning (arabiska: لا تناظرني بعين)
- Ingen översättning(arabiska: ابعاد)
- Ingen översättning (arabiska: ضناني الشوق)
- Ingen översättning (arabiska: ´الرسايل